# 伊藤沙恵
伊藤 沙恵（いとう さえ、1993年10月6日 - ）は、日本将棋連盟所属の女流棋士。2022年に女流名人を獲得。女流棋士番号は52。屋敷伸之九段門下。東京都武蔵野市出身。
2004年の小学生名人戦では永瀬拓矢を破って3位となり、同年に女性としては史上最年少となる10歳で奨励会に入会。2014年に1級で退会、女流棋士に転向した。2022年の女流名人戦では、史上最多となる9度目のタイトル挑戦で初タイトルを獲得した。

## 棋歴

### 奨励会時代
将棋を覚えたのは5歳ごろ。父が兄（5歳上）に教え、その兄から教わった。
2004年、小学5年で、第29回小学生将棋名人戦に東京都多摩地区代表で出場、NHK教育テレビジョンで放映される決勝大会（準決勝・決勝）に進出し、準決勝で佐々木勇気に敗れて全国3位（優勝は佐々木勇気、準優勝は菅井竜也）。準決勝を戦った伊藤と佐々木は、共に石田和雄の経営する将棋道場に通っていた。この年の小学生将棋名人戦には、他に三枚堂達也、永瀬拓矢、斎藤慎太郎、佐々木大地、長谷部浩平、石川優太が代表選手として出場しており、女子の代表選手は伊藤のみであった。
同年9月29日、10歳で関東奨励会に入会（6級）。10歳での奨励会入会は女子では最年少記録である（2018年現在）。
2011年5月、2級のとき、里見香奈女流三冠の奨励会編入試験において、加藤桃子（当時2級）・西山朋佳（当時4級）とともに対戦相手を務める。里見は初戦で加藤に敗れたが伊藤と西山に勝ち、1級での編入を決める。
2011年7月17日の奨励会（関東）例会から6連勝し、8月24日の例会で1級に昇級。ライバルの加藤より一歩早い昇級であった。
その少し前の2011年5月27日、日本将棋連盟が『奨励会と女流棋士の重籍に関する件」について』を公表し、「女性の奨励会員が女流棋戦にエントリーし、出場することは自由である」としたことを受け、第5期マイナビ女子オープンと第1期女流王座戦に出場。
うち、第5期マイナビ女子オープンでは、予選第6ブロック決勝で村田智穂女流二段に敗れて本戦出場を逃した。
一方、第1期女流王座戦では予選を通過し、2011年7月から始まった本戦（16名によるトーナメント）では、元タイトルホルダーの石橋幸緒を破るなどしてベスト4に進出。しかし、9月21日の準決勝で加藤桃子との奨励会1級同士の対決で敗れた。なお、加藤は決勝五番勝負でも清水市代に勝ち、初代女流王座となった。
2013年10月12日、第7回白瀧あゆみ杯争奪戦（非公式戦）に奨励会員として初出場し、優勝した。
2014年9月30日、日本将棋連盟から、伊藤が1級で奨励会を退会し、女流棋士に転向することが公表された。伊藤が奨励会の年齢制限（21歳までに初段）を迎える1週間前のことであった。本来は「奨励会2級以上で退会の場合は、退会時の段級位でそのまま女流棋士の資格を得る」という規定に基づき女流1級となるが、伊藤は第7期マイナビ女子オープンでベスト4、第1・3・4期リコー杯女流王座戦でベスト4入りしており、「女流棋士昇段級規定」の女流初段の条件を満たしているため、2014年10月1日付で、関東所属の女流棋士初段となった。

### 女流プロ入り後

#### 2015年度
第5期女流王座戦は、第4期ベスト4入りによりシードされて本戦から出場し、上田初美、香川愛生、里見香奈のタイトルホルダー・タイトル経験者を連破し、鬼門だったベスト4の壁を突破。さらに、8月31日の準決勝（対 里見香奈）の勝利は、里見が更新中であった女流公式戦の最多連勝記録を21で止めた、特筆すべき一勝であった。9月11日の挑戦者決定戦でもタイトルホルダーの甲斐智美 倉敷藤花に勝ち、自身初のタイトル挑戦となった。また規定により同日付けで女流二段に昇段した。奨励会時代からのライバルである加藤桃子との五番勝負は第6局までもつれる熱戦となったが、2勝3敗1持将棋で惜しくもタイトル獲得はならなかった。10月27日には、第27期女流王位戦予選決勝で竹部さゆりを破り、挑戦者決定リーグ入り。リーグ戦（紅組）では3勝2敗でリーグ残留。第43期女流名人戦でも予選を勝ち抜き、女流名人リーグ入りを果たした。

#### 2016年度
第43期女流名人戦挑戦者決定リーグでは5勝4敗でリーグ残留（翌期の順位は5位）。第28期女流王位戦挑戦者決定リーグでは、白組で優勝し(室谷由紀、中村真梨花、甲斐智美、清水市代らを連破して5戦全勝）、2017年3月13日に行われた、紅組優勝（同じく5戦全勝）の本田小百合との挑戦者決定戦を制し、2度目のタイトル挑戦を決めた。女流棋士枠で出場した男性棋戦では、第88期棋聖戦の1次予選で宮田敦史に勝利した。

#### 2017年度
第28期女流王位戦五番勝負では、里見香奈女流王位（女流五冠）に対して第4局までで2勝2敗、2015年度の第5期女流王座戦（対 加藤桃子）に続いて最終局までもつれ込む熱戦となったが、第5局で敗れた伊藤は2勝3敗で敗退。続いて登場した第39期女流王将戦三番勝負、第25期倉敷藤花戦三番勝負、第44期女流名人戦五番勝負では、3シリーズともタイトル保持者の里見香奈にストレートで敗退し、初タイトル獲得はならなかった。4シリーズ連続の敗退が決まった女流名人戦第3局（2018年2月4日）で、終局後の伊藤は涙を見せた。

2017年度の伊藤は、第44期女流名人戦挑戦者決定リーグで8連勝して最終一斉対局（9回戦）を待つことなく優勝・挑戦権獲得を決め、6つの女流タイトル戦のうち4つに登場するなど、
と評される活躍であった。ただし、男性棋戦では0勝5敗の年度成績と振るわなかった。2018年4月2日に発表された第45回将棋大賞（2017年度）では、優秀女流棋士賞、女流最多対局賞（41対局）を受賞した。

#### 2018年度
第40期女流王将戦挑戦者決定戦で加藤桃子に、第8期女流王座戦挑戦者決定戦で清水市代にそれぞれ敗れ、挑決での敗退が続いた。しかし、第45期女流名人戦挑戦者決定リーグで、11月13日の最終一斉対局を7勝1敗の首位で迎え、相川春香に勝って挑戦者決定リーグ優勝・2期連続での女流名人戦挑戦を決めた。
第1回AbemaTV女流トーナメント（非公式戦）の決勝3番勝負（2019年1月3日にAbemaTV 将棋チャンネルで配信）で里見香奈を2勝1敗で下して優勝し、同棋戦の規定により、男性棋戦（非公式戦）である第2回AbemaTVトーナメント（2019年4月 - 7月に配信）への出場権を獲得した。
2019年1月20日に開幕した、里見香奈との第45期女流名人戦五番勝負では、第1局・第2局を連敗してストレート負けの危機に追い込まれた。続く第3局では完勝し、里見への連敗を10で、女流名人戦五番勝負での連敗を5でそれぞれ止めた。しかし、2019年2月18日の第4局で敗れ、シリーズ通算1勝3敗で敗退。一方、女流名人を防衛した里見は、女流タイトル戦最多連覇タイ記録となる10連覇（林葉直子が女流王将戦で1990年度に達成して以来、2人目）を達成した。
男性棋戦では5勝5敗の年度成績（指し分け）を挙げた。2019年4月1日に発表された第46回将棋大賞（2018年度）では、2年連続2回目となる女流最多対局賞（36対局）を受賞した。

#### 2019年度
2019年4月26日、第1期ヒューリック杯清麗戦予選5回戦で小高佐季子に勝ち、勝数規定（女流二段昇段後90勝）により女流三段に昇段した。
第27期大山名人杯倉敷藤花戦では、9月24日の挑戦者決定戦で加藤結李愛に勝ち里見香奈倉敷藤花への挑戦権を獲得したが、三番勝負では1勝2敗で敗退し初タイトル獲得ならず。一方、倉敷藤花を防衛した里見は、本棋戦において最多タイとなる通算10期獲得を達成した。2020年4月1日に発表された第47回将棋大賞（2019年度）では、2回目となる優秀女流棋士賞、3年連続3回目となる女流最多対局賞（46対局）を受賞した。

#### 2021年度
第14期マイナビ女子オープンでは、3月15日の挑戦者決定戦で塚田恵梨花に勝ち西山朋佳女王への挑戦権を獲得したが、五番勝負では2勝3敗で敗退し、またも初タイトル獲得ならず。
8月18日、新型コロナウイルスに感染したことが日本将棋連盟から発表された。これにより第48期女流名人戦挑戦者決定リーグにおける8月20日の対北村桂香女流初段戦および8月25日の対加藤圭女流二段戦が延期された。9月3日、症状消失による復帰が発表された。
第48期女流名人戦では、女流名人リーグにて8勝1敗で1位となり、2022年1月16日より始まる五番勝負で里見香奈女流名人に挑戦することになった。五番勝負では3勝1敗で、通算9回目のタイトル挑戦にして初めてのタイトル獲得を達成した。「9度目の正直」は将棋史上最多挑戦での戴冠である。

#### 2022年度
初の防衛戦となる第48期女流名人戦は、西山朋佳が挑戦者となった。西山は、里見から女流名人を奪取する前に練習将棋を頼んだ相手でもある。結果は、五番勝負で1勝3敗となり、女流名人を失冠した。最後の第4局は守りがさえて大熱戦となったが、惜しくも勝利に及ばなかった。1年でタイトルを失ったが、女流名人となっていた1年について、「取ってみないと味わえない経験をさせてもらい、とても感謝しています。」と話した。

#### 2023年度
4月18日、第50期女流名人リーグで鈴木環那に勝ち、女流三段昇段後130勝となり女流四段に昇段した。女流三段昇段が2019年4月であり、約4年間で年平均30勝以上挙げての昇段である。
第34期女流王位戦では里見香奈女流王位に挑戦し1勝3敗で敗退。
第50期女流名人リーグでは3勝6敗と星を落とし陥落。第51期女流名人戦で予選決勝まで勝ち上がりリーグ復帰まであと1勝とするが、予選決勝で野原未蘭に敗れ、第43期から続いていた女流名人リーグ連続在籍が8期でストップした（女流名人在位を含む）。

#### 2024年度
第32期倉敷藤花戦では、準決勝で伊藤が西山朋佳女流三冠に勝利し挑戦者決定戦（挑決）に進出。もう一人の挑決進出者は、先だって行われた準決勝に勝利した室谷由紀女流三段に決定していたが、挑決進出決定後に産休のための休場を公表。伊藤対室谷の挑戦者決定戦は室谷の休場により実施されず、伊藤が挑戦者に決まった。伊藤が福間香奈倉敷藤花に挑む三番勝負は、福間の産休予定を見越して当初予定していた対局日程を前倒し変更して実施すると一度は公表したが、その後に再検討され、福間の産休・育休による休場明けとなる2025年2-3月に先送り変更された。2025年2月から行われた三番勝負は、2勝0敗で福間が勝利、伊藤は二度目のタイトル獲得とはならなかった。
第36期女流王位戦では、白組リーグ1位となり挑戦者決定戦に（挑決）に進出。紅組リーグ1位の西山朋佳女流三冠との挑決は西山が勝利し挑戦権を獲得、伊藤は挑戦権を得られなかった。

#### 2025年度
前述の第36期女流王位戦で挑戦者となった西山朋佳女流三冠が、体調不良により出場辞退することを五番勝負第1局前日に公表。五番勝負第1局で挑戦者が対局不能の場合には「第2位者（挑戦者決定戦敗者）」が挑戦者となる女流王位戦対局規定に基づき、伊藤を第36期女流王位戦・五番勝負の挑戦者とする挑戦者変更が合わせて公表された。伊藤はタイトル戦13回目の登場、女流王位戦五番勝負には第34期以来2年ぶり3回目の出場となる。

## 棋風
受けを重視する棋風で、「攻め将棋」が多い女流棋士の中では異色である。流行に左右されず、自分ならではの「型」で戦う。

2017年度の第28期女流王位戦五番勝負（伊藤が里見香奈女流王位に挑戦）でインターネット中継の解説を務め、同じ時期に第89期棋聖戦の1次予選で伊藤（女流棋士枠で出場）と対局した大平武洋は、伊藤の棋風を下記のように評した。
渡辺弥生は、形にとらわれずに、相手の攻め駒を金銀で攻める、受けが強い棋風、と評する。

## 人物
ディズニー好きで、「棋界最強のディズニーファン」と言われるほど。特に「くまのプーさん」が好き。他に好きなものとしていきものがかりを挙げている。
5歳上の兄が奨励会に入ったのを追う形で入会。尊敬する人物は師匠の屋敷伸之。
亜細亜大学経営学部出身。将棋の一芸入試枠で入学し会計学を学んだ。

## 昇段・昇級履歴

### 奨励会
- 2004年09月29日 - 関東奨励会 入会（6級）
- 2011年08月24日 - 1級（6連勝）
- 2014年09月00日 - 関東奨励会 退会（1級）[1][注釈 6]

### 女流
昇段・昇級規定は、将棋の段級 を参照。
- 2014年10月01日 - 女流初段（女流プロ入り、「女流棋士昇段級規定」の女流初段条件を満たす成績）[1][注釈 7]

- 2015年09月11日 - 女流二段（タイトル挑戦 = 第5期女流王座戦）
- 2019年04月26日 - 女流三段（勝数規定／女流二段昇段後90勝）
- 2023年04月18日 - 女流四段（勝数規定／女流三段昇段後130勝）[57][58]

## 主な成績

### タイトル履歴
タイトル獲得
- 女流名人：通算 1期（第48期）

タイトル獲得：通算1期
タイトル戦登場
- マイナビ女子オープン：登場1回（第14期:2021年度）
- 女流王座戦：登場1回（第5期:2015年度）
- 女流名人戦：登場4回（第44‐45期:2017-18年度、48期 - 49期:2021-22年度）
- 女流王位戦：登場3回（第28期:2017年度、34期:2023年度、36期:2025年度=繰り上げ挑戦[50]）
- 女流王将戦：登場1回（第39期:2017年度）
- 倉敷藤花戦：登場3回（第25期:2017年度、27期:2019年度、32期:2024年度）

タイトル戦登場回数：合計13回

### 一般棋戦優勝
非公式戦優勝
- 白瀧あゆみ杯争奪戦　1回（2013年度 = 第7回）
- AbemaTV女流トーナメント　1回（第1回 = 2018年度）

### 将棋大賞
- 第45回将棋大賞（2017年度）優秀女流棋士賞、女流最多対局賞
- 第46回将棋大賞（2018年度）女流最多対局賞
- 第47回将棋大賞（2019年度）優秀女流棋士賞、女流最多対局賞
- 第49回将棋大賞（2021年度）女流最多対局賞、女流名局賞

### 年度別成績
女流棋戦
- 2024年度
  - 年度成績 - 41局 28勝13敗（勝率0.6829）[59]
  - 通算成績 - 408局 286勝121敗（勝率0.7027）〈2025年3月31日対局分まで〉[60]

「男性棋戦」
- 2024年度
  - 年度成績 - 1局 0勝1敗（勝率0.0000）[61]
  - 通算成績 - 42局 12勝30敗（勝率0.2857）〈2025年3月31日対局分まで〉[60]